# Catocala ixion
Catocala ixion är en fjärilsart som beskrevs av Druce 1890. Catocala ixion ingår i släktet Catocala och familjen nattflyn. Inga underarter finns listade i Catalogue of Life.

## Bildgalleri

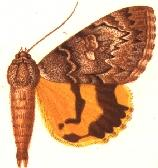